# Liste von Bergwerken im Landkreis Trier-Saarburg

Kommunen im Landkreis Trier-Saarburg.

Die Liste von Bergwerken im Landkreis Trier-Saarburg umfasst Bergwerke im Landkreis Trier-Saarburg, Rheinland-Pfalz. Der Bergbau in der Eifel ist seit der Eisenzeit belegt.

## Liste

### Verbandsgemeinde Konz
| Name                                  | Stadt/Gemeinde                   | Bemerkung | Lage | Beginn | Ende | Bild |
| ------------------------------------- | -------------------------------- | --------- | ---- | ------ | ---- | ---- |
| Ehemaliges Schieferbergwerk Oberemmel | Konz (Stadt), Ortsteil Oberemmel | Schiefer  | Lage |        |      |      |

### Verbandsgemeinde Ruwer
| Name                                                   | Stadt/Gemeinde               | Bemerkung                                                                           | Lage | Beginn | Ende | Bild |
| ------------------------------------------------------ | ---------------------------- | ----------------------------------------------------------------------------------- | ---- | ------ | ---- | ---- |
| Marienswohl                                            | Ruwer (VG), OG Korlingen     | Blei, Kupfer, Zink; durchs Ruwertal nach Korlingen; Tiefer Stollen, Versuchsstollen |      |        |      |      |
| Neue Hoffnung                                          | Ruwer (VG), OG Korlingen     | Blei, Kupfer, Zink, Schwefel; Versuchsstollen                                       |      |        |      |      |
| Karlstollen u. a.                                      | Ruwer (VG), OG Riveris u. a. | Schiefer                                                                            | Lage |        |      |      |
| Steinbruch Thommerberg                                 | VG Ruwer, OG Thomm           | Schiefer                                                                            | Lage |        |      |      |
| Gruben Arthur, Friedrich, Margaretha und Neuer Stollen | VG Ruwer, OG Thomm           | Schiefer                                                                            |      |        |      |      |

### Verbandsgemeinde Saarburg-Kell
| Name   | Stadt/Gemeinde                  | Bemerkung                                                                                | Lage | Beginn | Ende | Bild |
| ------ | ------------------------------- | ---------------------------------------------------------------------------------------- | ---- | ------ | ---- | ---- |
| Louise | VG Saarburg-Kell, OG Greimerath | Eisen (Hämatit), Mangan; Stollenmundloch erhalten; 1,5 km westsüdwestlich von Greimerath | Lage | 1843   | 1943 |      |

### Verbandsgemeinde Schweich an der Römischen Weinstraße
| Name                                                              | Stadt/Gemeinde       | Bergrevier       | Beginn | Ende | Teufe | Anmerkungen                                                               | Lage | Bild |
| ----------------------------------------------------------------- | -------------------- | ---------------- | ------ | ---- | ----- | ------------------------------------------------------------------------- | ---- | ---- |
| Naurath                                                           | Naurath              | Trier-St. Wendel |        | 1871 |       | Toneisenstein, Roteisenstein; bei Schweich, Naurath und Föhren            |      |      |
| Schweicher Morgenstern                                            | Schweich             | Trier-St. Wendel | 1857   | 1891 |       | Eisen; im Obersässer Tal; Förderung 1868: 6.252 t, 1869: 3.530 t          | Lage |      |
| Grube Schürzig, Untere Grube Schürzig                             | VG Schweich, OG Fell |                  |        |      |       | Schiefer                                                                  |      |      |
| St. Josef                                                         | VG Schweich, OG Fell |                  |        |      |       | Schiefer                                                                  |      |      |
| Steinbruch Vogelsberg                                             | VG Schweich, OG Fell |                  |        |      |       | Schiefer                                                                  | Lage |      |
| Vogelsberg I, II                                                  | VG Schweich, OG Fell |                  |        |      |       | Schiefer                                                                  |      |      |
| Besucherbergwerk Fell, Gruben Barbara und Hoffnung, Walli-Stollen | VG Schweich, OG Fell |                  |        |      |       | Schiefer; Besucherbergwerk, Grubenwanderweg                               | Lage |      |
| Eichbaum I, II                                                    | VG Schweich, OG Fell |                  |        |      |       | Schiefer                                                                  |      |      |
| Hofgrube                                                          | VG Schweich, OG Fell |                  |        |      |       | Schiefer                                                                  |      |      |
| Kobenbach und Mattesstollen                                       | VG Schweich, OG Fell |                  |        |      |       | Schiefer                                                                  |      |      |
| Wheale Manners                                                    | VG Schweich, OG Fell |                  |        |      |       | Kupfer, Zink, Blei, Schwefelkies; Tagebaue, Stollen, Schächte und Schürfe |      |      |

### Verbandsgemeinde Trier-Land
| Name         | Stadt/Gemeinde | Bergrevier       | Beginn        | Ende | Teufe | Anmerkungen                                                                | Lage | Bild |
| ------------ | -------------- | ---------------- | ------------- | ---- | ----- | -------------------------------------------------------------------------- | ---- | ---- |
| Engel        | Ralingen       | Trier-St. Wendel | 1946          |      |       | Gips (Sulfat); am Rechberg bei Olk; Horst-Peter-Stollen                    | Lage |      |
| Horst        | Ralingen       | Trier-St. Wendel | 1968          |      |       | Gips (Sulfat); 660 m nordöstlich des Horst-Peter-Stollens der Grube Engel  |      |      |
| Isidor       | Olk            | Trier-St. Wendel |               |      |       | Eisen                                                                      |      |      |
| Jahn         | Olk            | Trier-St. Wendel |               |      |       | Eisen                                                                      |      |      |
| Klopstock    | Olk            | Trier-St. Wendel |               |      |       | Brauneisenstein                                                            |      |      |
| Kohlscheid   | Olk            | Trier-St. Wendel |               |      |       | Eisen                                                                      |      |      |
| Körrensig    | Olk            | Trier-St. Wendel |               |      |       | Eisen                                                                      |      |      |
| Putzlöcher   | Kordel         | Trier-St. Wendel | 18. Jh. (vor) |      | 14 m  | Kupfer; Abbau bereits in römischer Zeit; 9 Schächte; Verleihung im 19. Jh. | Lage |      |
| Ramstein     | Kordel         | Trier-St. Wendel |               |      |       | Blei, Kupfer; bei Kordel und Butzweiler                                    |      |      |
| Bischofsheim | Hockweiler     |                  |               |      |       | Schwefelkies, Blei, Kupfer, Zink; Silbergehalt                             |      |      |
| Pluwig       | Hockweiler     |                  |               |      |       | Blei, Kupfer, Zink; Versuchsstollen nach Aufwältigung älterer Baue         |      |      |